# At Eternity's Gate
At Eternity's Gate (bra: No Portal da Eternidade; prt: À Porta da Eternidade) é um filme biográfico de drama que retrata os anos finais da vida do pintor Vincent van Gogh. O filme é dirigido por Julian Schnabel, com um roteiro de Schnabel, Louise Kugelberg e Jean-Claude Carrière. A obra é estrelada por Willem Dafoe, interpretando Van Gogh, Rupert Friend, Oscar Isaac, Mads Mikkelsen, Mathieu Amalric, Emmanuelle Seigner e Niels Arestrup.
O filme foi selecionado para exibição na competição principal do Festival Internacional de Cinema de Veneza de 2018. Seu lançamento ocorreu em 16 de novembro de 2018, por intermédio da CBS Films.
Pela atuação no filme, Willem Dafoe  foi indicado na categoria Melhor Ator em Filme Dramático na cerimônia do Globo de Ouro 2019 e na categoria Melhor Ator Principal do Oscar 2019.

## Elenco
- Willem Dafoe como Vincent van Gogh
- Rupert Friend como Theo van Gogh
- Mads Mikkelsen como The Priest
- Mathieu Amalric como Dr. Paul Gachet
- Emmanuelle Seigner como A Arlesiana
- Oscar Isaac como Paul Gauguin
- Niels Arestrup como Madman
- Vladimir Consigny como Doctor Felix Ray
- Amira Casar como Johanna van Gogh-Bonger
- Vincent Perez como The Director
- Alexis Michalik como Artist Tambourin
- Stella Schnabel como Gaby
- Lolita Chammah como Girl on the Road
- Didier Jarre como Asylum Guard
- Louis Garrel como Aurier's Article (voz)

## Produção e lançamento
Em maio de 2017, Schnabel anunciou que dirigiria um filme acerca da vida do pintor Van Gogh, com a protagonização de Willem Dafoe. O filme foi escrito por Schnabel e Jean-Claude Carrière. Em relação à história, Schnabel afirmou: "Esse filme é sobre a pintura, o pintor e as suas relações ao infinito. A história é contada por um pintor, contendo o que eu achei que era essencial em sua vida. Essa não é a história verdadeira, é a minha versão – uma história que pode levá-lo mais próximo do artista."
O filme foi filmado durante 38 dias, com gravações iniciadas em setembro de 2017, em Arles, Bocas do Ródano e Auvers-sur-Oise, na França, locais onde Van Gogh viveu seus últimos momentos. Em maio de 2018, a CBS Films adquiriu os direitos de distribuição do filme. Desse modo, foi exibido no Festival Internacional de Cinema de Veneza de 2018 como parte da competição principal. Em 12 de outubro de 2018, foi exibido no Festival de Cinema de Nova Iorque; seu lançamento oficial ocorreu, portanto, em 16 de novembro de 2018.

## Recepção crítica
No Metacritic, o filme conta com uma nota de 78 de 100 pontos, baseada em 31 críticas que indicam avaliações favoráveis. No agregador de avaliações Rotten Tomatoes, o filme tem aprovação de 82%, com uma avaliação média de 7,4/10. Segundo o consenso do portal, "liderado pelo fascinante trabalho de Wilhelm Dafoe na protagonização, At Eternity's Gate imagina, de forma intrigante, os momentos finais de Van Gogh.""
Lorry Kikta, do portal Film Threat, escreveu: "[O filme] é uma bela jornada visual e espiritual através dos altos gloriosos e baixos devastadores de um artista brilhante que estava à frente de seu tempo." Manohla Dargis, do The New York Times, escreveu: "Ao enfocar de forma inflexível, acima de tudo, na obra de Van Gogh — permeada por êxtases transcendentes — Schnabel fez não apenas um filme primoroso, mas um argumento para a arte." Numa avaliação para o The Christian Science Monitor, Peter Rainer afirmou: "Uma das grandes realizações desse filme é que, no final, as palavras de Van Gogh entram na nossa alma com a mesma força que as pinturas." Para Owen Gleiberman, da publicação Variety, "Schnabel, o diretor de Before Night Falls e The Diving Bell and the Butterfly, desmontou suas produções cinematográficas de forma sedutora, tudo para alcançar algo audacioso e elementar. Ele está apto para imaginar o que Van Gogh era, a fim de aproveitar a presença do artista com imediatismo experimental e presença."